# Катастрофа DC-8 под Торонто
Катастрофа DC-8 под Торонто — крупная авиационная катастрофа, произошедшая в воскресенье 5 июля 1970 года. Авиалайнер Douglas DC-8-63 авиакомпании Air Canada выполнял плановый рейс AC621 по маршруту Монреаль—Торонто—Лос-Анджелес, но при выполнении посадки в Торонто из-за ошибок экипажа ударился правым крылом об покрытие ВПП, в результате чего оторвался один из двигателей и была повреждена плоскость крыла. Экипаж прервал заход и вновь поднял самолёт в воздух, пытавшись совершить аварийную посадку в аэропорту Торонто, но затем взорвалась повреждённая плоскость крыла вместе со вторым правым двигателем и потерявший управление лайнер рухнул на землю. Погибли все находившиеся на его борту 109 человек — 100 пассажиров и 9 членов экипажа.

## Самолёт
Douglas DC-8-63 (заводской номер 46114, серийный 526) был выпущен компанией «McDonnell Douglas Aircraft Corporation» 11 марта 1970 года. 29 апреля того же года, после проверочных полётов продолжительностью 7 часов и получения лётного сертификата Федерального управления гражданской авиации США формы 8130-4, поступил в авиакомпанию Air Canada, в которой 30 апреля получил регистрационный номер CF-TIW и лётный номер 878 и с 19 мая начал эксплуатироваться. Все выявленные небольшие отклонения в работе оборудования при этом устранялись самой авиакомпанией. Проверка технических журналов показала, что лайнер эксплуатировался в соответствии с установленными в Air Canada руководствами по техническому обслуживанию. Максимальный взлётный вес самолёта составлял 158 757 килограммов, а максимальный посадочный вес — 111 130 килограммов. На день катастрофы налетал 453 часа, в том числе 83 часа после последнего (4-го) планового обслуживания.
Лайнер был оснащён четырьмя турбовентиляторными двигателями Pratt & Whitney JT3D-7, общая наработка каждого из них на день катастрофы также составляла 453 часа.

## Экипаж
Состав экипажа рейса AC621 был таким:
- Командир воздушного судна (КВС) — 50-летний Питер К. Гамильтон (англ. Peter C. Hamilton)[8]. Очень опытный пилот, проработал в авиакомпании Air Canada 24 года и 7 месяцев (с 4 января 1946 года). Управлял самолётами Lockheed Constellation, Canadair North Star, Vickers Vanguard и Vickers Viscount. Налетал 18 990 часов, 2899 из них на Douglas DC-8.
- Второй пилот — 40-летний Дональд Роуленд (англ. Donald Rowland)[9]. Опытный пилот, проработал в авиакомпании Air Canada 12 лет и 8 месяцев (с 15 октября 1957 года). Управлял самолётом Douglas DC-3. Налетал 7103 часа, 5626 из них на Douglas DC-8.
- Бортинженер — 28-летний Гарри Г. Хилл (англ. Harry G. Hill)[9]. Проработал в авиакомпании Air Canada 2 года и 9 месяцев (с 18 сентября 1967 года). Налетал 1045 часов, все на Douglas DC-8.

В салоне самолёта работали 6 бортпроводников:
- Роберт Дж. Седило (англ. Robert J. Cédilot), 29 лет — старший бортпроводник.
- Жинетт М. Бертран (англ. Ginette М. Bertrand), 23 года.
- Иоланда Дауст (англ. Yolande Daoust), 25 лет.
- Сюзанна Дион (англ. Suzanne Dion), 23 года.
- Дениз М. Гуле (англ. Denise M. Goulet), 22 года.
- Хильдегунда Вечорек (англ. Hildegund Wieczorek), 24 года.

## Хронология событий

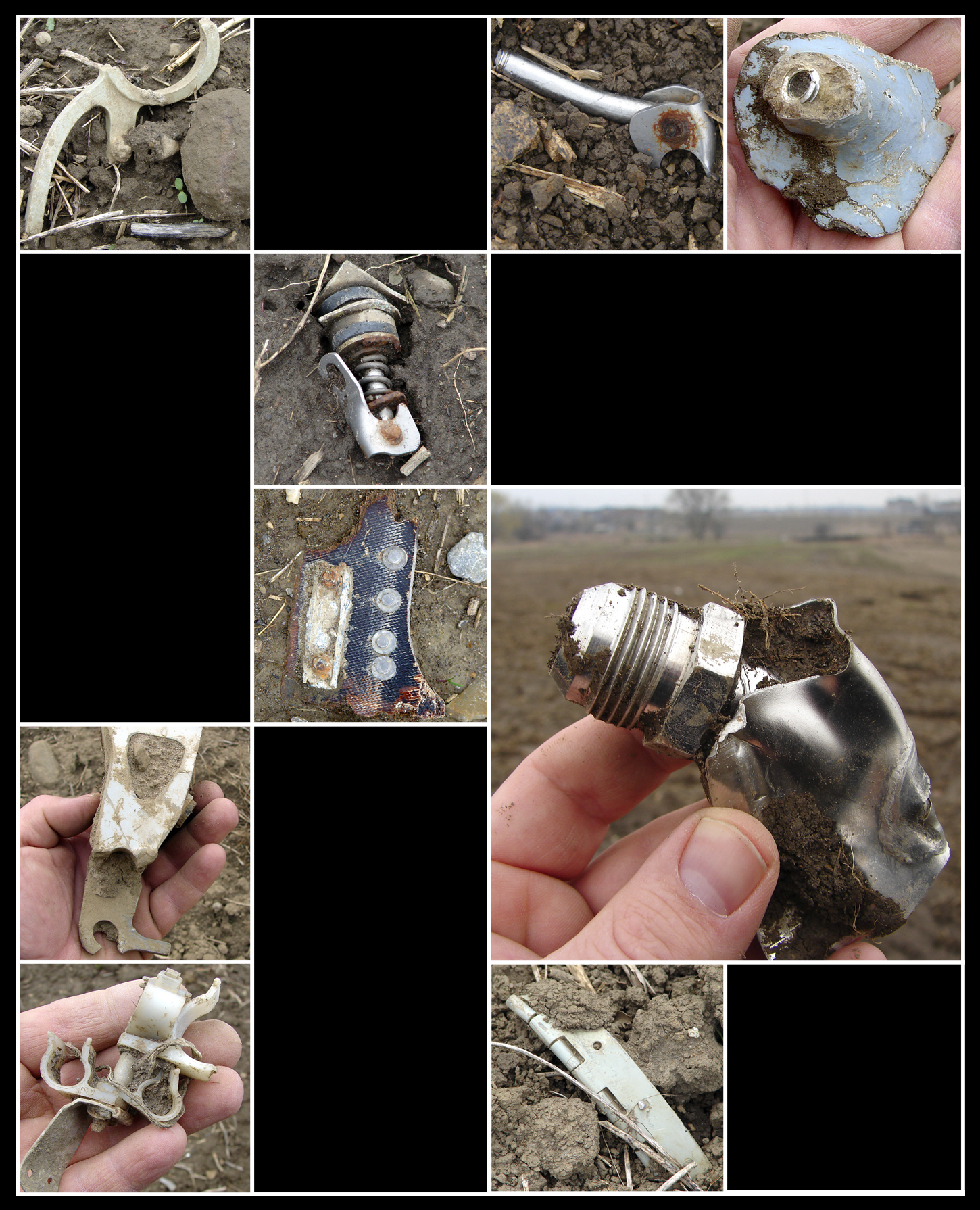
Обломки рейса 621 (2010 год)

Douglas DC-8-63 борт CF-TIW выполнял пассажирский рейс AC621 из Монреаля в Лос-Анджелес с промежуточной посадкой в Торонто. Рейс 621 вылетел из аэропорта Монреаля в 07:17 EDT, на его борту находились 9 членов экипажа и 100 пассажиров. Полёт до Торонто прошёл в нормальном режиме и в 08:02 экипаж начал выполнять заход на ВПП №32. Перед посадкой КВС и второй пилот обсудили, когда следует задействовать интерцепторы; командир считал, что их следует выпускать сразу после касания ВПП, а второй пилот считал, что их надо выпускать непосредственно перед касанием ВПП.
Мощность двигателей была снижена для подъёма носовой части (чтобы первыми ВПП коснулись основные стойки шасси под крыльями), после чего командир сказал: Окей и интерцепторы были полностью выпущены. Высота над землёй в этот момент составляла 18 метров, а выпуск интерцепторов привёл к тому, что лайнер быстро потерял поступательную скорость и с возрастающей вертикальной скоростью начал быстрое снижение. Командир удивлённо воскликнул, после чего увеличил мощность всех двигателей до взлётной и потянул штурвал на себя, пытаясь замедлить падение. Второй пилот тут же извинился за случившееся и убрал интерцепторы, но через секунду (в 08:06:36) рейс AC621 с силой ударился о взлётную полосу, после чего через 1,5 секунды подскочил и вновь поднялся в воздух. При этом от удара о ВПП двигатель №4 (правый внешний) оторвался вместе с пилоном, повредив обшивку правой плоскости крыла; также были повреждены топливные баки, в результате авиатопливо начало вытекать, а затем воспламенилось. Несмотря на отрыв двигателя №4, двигатель №3 (правый внутренний) при этом продолжал работать нормально.
Лайнер поднялся до высоты 945 метров, при этом свидетели на земле периодически наблюдали огонь, появлявшийся в хвосте самолёта. Второй пилот связался с авиадиспетчером и доложил, что они уходят на второй круг, выполнят полёт по кругу и хотят совершить аварийную посадку на ВПП №32. Однако взлётная полоса была непригодна для посадки из-за находившихся на ней обломков крыла и двигателя №4, поэтому экипажу было дано указание выполнять посадку на соседнюю ВПП №23. Экипаж видел по показаниям приборов, что пропала тяга двигателя №4, но не знал, что тот оторвался и сильно повредил крыло. Самолёт начал выполнять разворот, когда в 08:09:15 (через 2 минуты и 39 секунд после удара о ВПП) в районе двигателя №3 прогремел взрыв. Затем через 5 секунд прогремел второй взрыв в том же районе двигателя №3, а ещё через 3 секунды (в 08:09:23) раздался звук рвущегося металла — оторвалась значительная часть правой плоскости крыла. Рейс AC621 вошёл в правый крен, опустил нос и понёсся вниз, и в 08:09:34 EDT на скорости около 407 км/ч под крутым углом и в глубоком правом крене врезался в землю в 11 километрах от аэропорта Торонто и полностью разрушился. Все 109 человек на его борту погибли.
На тот момент катастрофа рейса 621 по числу погибших находилась на втором месте как в истории самолёта Douglas DC-8, так и в истории Канады, уступая по обеим категориям произошедшей в 1963 году катастрофе DC-8 под Монреалем (118 погибших).